# Tobias Krull

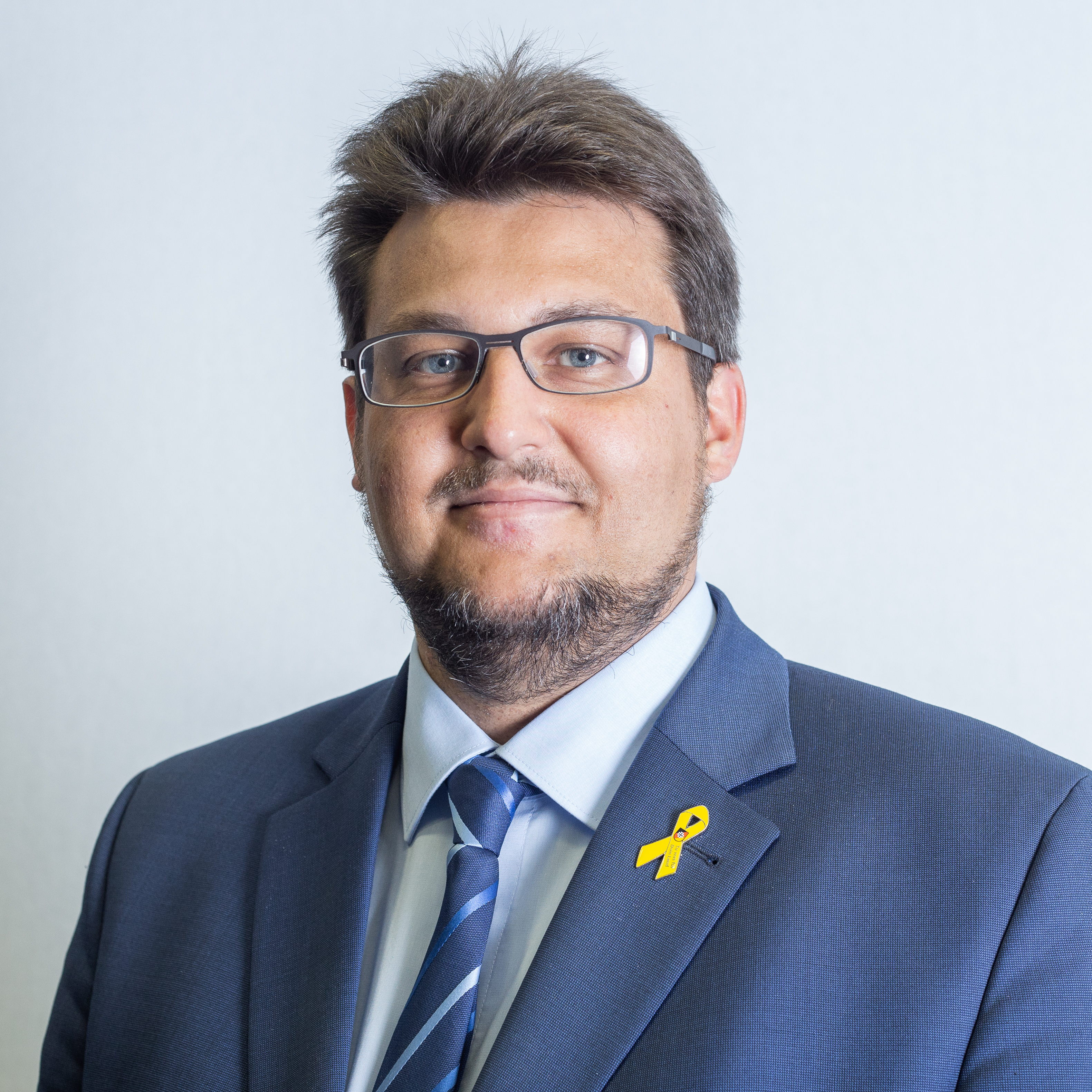
Tobias Krull (2018)

Tobias Krull (* 1. Mai 1977 in Magdeburg) ist ein deutscher Politiker der CDU und seit 2016 Abgeordneter im Landtag von Sachsen-Anhalt.

## Leben und Beruf
Nach dem erweiterten Realschulabschluss 1994 absolvierte Krull eine dreijährige Ausbildung als Datenverarbeitungskaufmann an der Otto-von-Guericke-Universität Magdeburg, in deren Finanzverwaltung er anschließend bis 2002 als Sachbearbeiter tätig war. Seine berufliche Laufbahn unterbrach er 1998, um seinen Grundwehrdienst bei der Bundeswehr in Oldenburg und Münster abzuleisten. Von September 2002 bis April 2016 war Mitarbeiter der Ratsfraktion der CDU in Magdeburg. Zwischen 2007 und 2009 absolvierte er nebenberuflich eine Ausbildung als Verwaltungsfachwirt beim Studieninstitut für kommunale Verwaltung Sachsen-Anhalt. Bis zur Kommunalwahl im Juli 2019 war er Geschäftsführer der Fraktion CDU/FDP/Bund für Magdeburg im Stadtrat der Landeshauptstadt.
Tobias Krull ist verheiratet und hat zwei Söhne.

## Politik

### Partei
Krull trat 1996 in die CDU und die Junge Union ein. Von 2004 bis 2010 war er Kreisvorsitzender der JU Magdeburg und von 2006 bis 2012 Mitglied des Landesvorstandes der JU Sachsen-Anhalt.
Seit 2010 ist er Vorsitzender des CDU-Kreisverbandes Magdeburg. Des Weiteren ist er seit 2014 Landesvorsitzender der Kommunalpolitischen Vereinigung der CDU Sachsen-Anhalt, Vorsitzender des CDU-Landesfachausschusses Arbeit, Soziales und Integration und Mitglied im Magdeburger Kreisvorstand der Christlich-Demokratischen Arbeitnehmerschaft.

### Abgeordneter

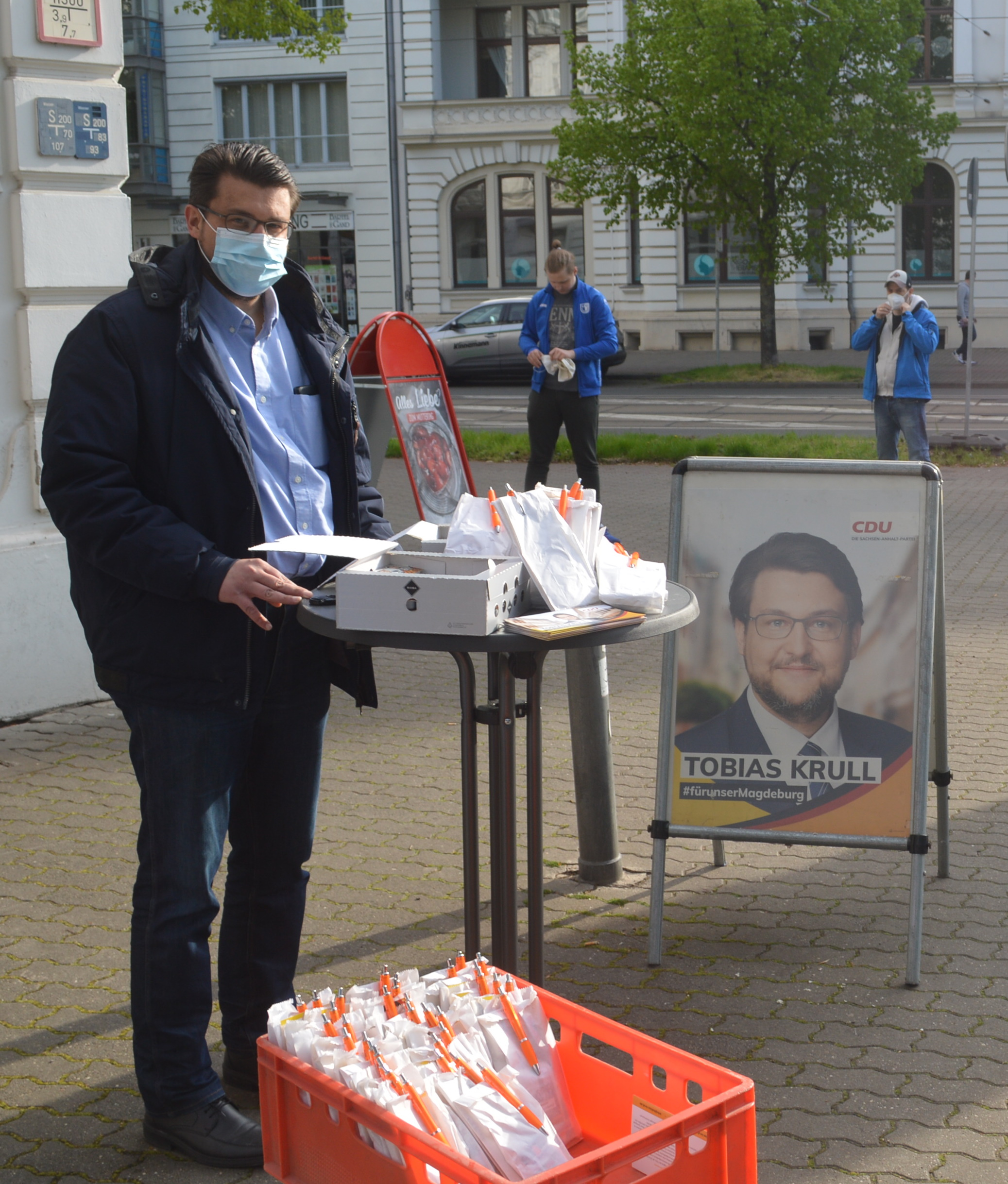
Tobias Krull im Rahmen des Landtagswahlkampfes (2021)

Bei der Landtagswahl im März 2016 wurde er als Direktkandidat der CDU über den Landtagswahlkreis 11 (Magdeburg II) als Abgeordneter in den Landtag von Sachsen-Anhalt gewählt. Das Direktmandat gewann er mit 26,9 % der Erststimmen. Für die Landtagswahl im Juni 2021 wurde er wieder als Direktkandidat der CDU im Landtagswahlkreis 11 (Stadtfeld-Ost, Altstadt und alle ostelbischen Stadtteile) aufgestellt. Vom Landesverband wurde er im Februar 2021 auf Platz 6 der Landesliste gewählt. Bei der Landtagswahl im Juni 2021 wurde er mit 28,1 % wiedergewählt.
Im Landtag war er Mitglied im Ausschuss für Arbeit, Soziales und Integration, dem Ausschuss für Inneres und Sport. Darüber hinaus in der Enquete-Kommission Stärkung der Demokratie und der Enquete-Kommission Die Gesundheitsversorgung und Pflege in Sachsen-Anhalt konsequent und nachhaltig absichern!.
Er war in der VII. Wahlperiode  (2016–2021) Vorsitzender der Arbeitsgruppe Arbeit, Soziales und Integration der CDU-Landtagsfraktion und Mitglied in der Arbeitsgruppe Innen und Sport der Fraktion. Krull spricht für die Landtagsfraktion als Kinder-, Jugend- und Familienpolitischer Sprecher sowie für die Bereiche kommunale Selbstverwaltung und Bundeswehr.
Bei der Landtagswahl im Juni 2021 gewann Krull mit 28,1 % der Erststimmen erneut das Direktmandat im Wahlkreis 11 (Magdeburg II).
In der aktuellen Wahlperiode ist er Sprecher der Arbeitsgruppe Arbeit, Soziales, Gesundheit und Gleichstellung der CDU-Landtagsfraktion. Darüber hinaus ist er kommunalpolitischer Sprecher der Fraktion im Landtagsausschuss für Inneres und Sport aktiv, dessen stellvertretender Vorsitzender er ist. Ebenso gehört ier dem 21. Parlamentarischen Untersuchungsausschuss zur Aufarbeitung des Anschlags auf den Magdeburger Weihnachtsmarkt am 20. Dezember 2024 an.

### Kommunale Ämter
Krull war von 1999 bis 2004 Mitglied des Magdeburger Stadtrates. Er ist seit 1999 Mitglied des Magdeburger Jugendhilfeausschusses.

## Sonstiges Engagement
Krull ist Mitglied im Verband der Reservisten der Deutschen Bundeswehr, Vorsitzender des Freundeskreises der Fregatte Sachsen-Anhalt seit 2019 und Vorstandsmitglied beim Freundeskreis der Korvette Magdeburg. Er engagiert sich als Beisitzer im Vorstandes des Förderverein der Neue Synagoge Magdeburg und seit 2018 ist er im Landesvorstand des Deutschen Jugendherbergswerks Sachsen-Anhalt. Seit 2024 ist er Vizepräsident des Jugendherbergswerk Sachsen-Anhalt. Krull ist weiterhin seit 2019 Vorsitzender der Arbeitsgemeinschaft Magdeburg der Deutsch-Israelischen Gesellschaft.